# Срби у Скандинавији
Срби у Скандинавији су људи српског порекла који живе и раде у земљама Скандинавије.

## Срби у Норвешкој
Највећи број Срба интерниран је у Норвешку у току Другог светског рата. Међу логорашима било је и заробљених партизана, илегалаца али и Срба из ондашње НДХ, који су преживели Јасеновац. Од укупно 4.268 интернираца, 3.841 били су Срби. Размештени у тридесетак норвешких логора, који су се већином налазили на северу Норвешке, али су приликом ослобађања и расељавања сви преквалификовани у Југословене. Тридесет одсто њих се више није вратило у домовину. На норвешком гробљу Sur је покопано 27 Срба стрељаних 1942. године. О страдању Срба у Норвешкој током Другог светског рата снимљен је филм „Логор смрти у Карашјоку”. У логорима у Норвешкој страдала су и деца. О страдању деце снимљен је филм „33 анђела”.
Прилив свеже радне снаге, рачунајући и Југославију, у Норвешкој је заустављен 1972. године, када су се појавили први озбиљнији симптоми незапослености. Од тада је дозвола за рад и дозвола боравка странцима издавана ређе, највише када је у питању политички азил. Према статистици, почетком 1991. године, у Норвешкој је живело 4.243 грађана СФРЈ а од тада је дошао известан број избеглица, тако да је почетком 1992. године регистровано и 3.674 избеглица из Југославије.
У Норвешкој живи око 10.000 Срба - већином у Ослу, гдје их има више од 5000 и Бергену, где их има око 400. У Ослу је активна парохија Св. Василија Острошког Српске православне цркве и Српско друштво Рас.
Срби су у Норвешку пристигли из разних српских предјела - Србије, Републике Српске и простора некадашње Републике Српске Крајине.

## Срби у Данској
Данску су почели насељавати током шездесетих година 20. века Срби из источне Србије, запошљавајући се у њеним фабрикама. Они су, углавном, били млади, слабо школовани и средње плаћени. Радили су у железари, фабрикама аутомобила и картона, а живели су у Копенхагену, Оденсеу, Хилереду, Балерупу и Хелсингеру. Крајем шездесетих и у Данској се због кризе јавила незапосленост, тако да се престало са увозом стране радне снаге, па су Срби почели да се жене Данкињама и тако увећавају српску колонију. Године 1977. у Данској је било 6, а 1988. већ 14 југословенских клубова, који су имали српске називе: "Бранко Ћопић", "Вељко Влаховић", "Тимок", "Ђердап" и "Кадињача". Сви заједно су имали 1.500 чланова. 1991. године било је само 6 организација са око 3.000 чланова и Савез југословенских клубова на чијем је челу био Борис Кесерић. У Данској живи 10.000 Срба, већином су из источне Србије.
Такође на Фарским острвима живи неколико десетина Срба.

## Срби у Финској и на Исланду
У осталим земљама Скандинавије живи мањи број Срба, од чега у Финској од 1.000 до 4.000, а на Исланду од 500 до 1.000. На Исланду је 2011. године почела са радом школа српског језика у Рејкјавику.

## Познате личности
- Владимир Вукићевић, норвешки атлетичар
- Кристина Вукићевић, норвешка атлетичарка
- Биргита Косовић, данска списатељица и новинарка
- Славко Лабовић, српско-дански глумац
- Дејан Чукић, српско-дански глумац
- Даница Ћурчић, данска глумица
- Слађан Перић, дански фудбалер
- Бора Живковић, дански фудбалер